# A. D. Miller
Andrew D. Miller (* 1974 in London) ist ein englischer Journalist und Schriftsteller.

## Leben
Miller studierte englische Literatur in Cambridge und Princeton. In den USA entstanden erste journalistische Arbeiten in Form von Reiseberichten. Nach seiner Rückkehr nach London arbeitete er als Produzent von Fernsehsendungen.
Im Jahr 2000 wurde er Redakteur der Londoner Wochenzeitschrift The Economist, wo er über britische Politik und Kultur schrieb. Von 2004 bis 2007 war er Moskau-Korrespondent der Zeitschrift. Er berichtete unter anderem über die „Orange Revolution“ in der Ukraine, die Yukos-Affäre und den Aufstieg von Gazprom. Nach seiner Rückkehr übernahm er die Redaktion für britische Politik und schrieb die wöchentliche „Bagehot“-Kolumne. 2010 wurde er zum Redakteur für Großbritannien.
2006 erschien Millers erstes Buch The Earl of Petticoat Lane, eine Familiengeschichte über „love, friendship, memory, immigration, class, the Blitz and the underwear industry“ („Liebe, Freundschaft, Erinnerung, Immigration, soziale Klassen, The Blitz und die Unterwäscheindustrie“). Miller lebt mit seiner Frau und zwei Kindern in London.

## Die eiskalte Jahreszeit der Liebe
Im Jahr 2011 erschien Millers Debütroman Snowdrops (deutsch: Die eiskalte Jahreszeit der Liebe) über einen englischen Anwalt, der im Zuge des russischen Ölbooms nach Moskau kommt, um finanzielle Transaktionen zwischen einheimischen Unternehmen und europäischen Geldgebern zu begleiten. In der russischen Metropole gerät er über einen kalten Moskauer Winter hinweg in den Sog einer jungen Russin namens Mascha und wird in kriminelle Machenschaften verstrickt.
Der Titel Snowdrops (Schneeglöckchen) ist ein russischer Slangausdruck für Tote, die unter der winterlichen Schneeschicht verborgen bleiben, bis sie in der Schneeschmelze des Frühjahrs zum Vorschein kommen. Für Miller war der Ausdruck bezeichnend für das harte Leben in Russland und den Umgang der Moskauer mit dem kalten Winter, er sah darin aber auch eine Metapher für unterdrückte Wahrheiten, die einen am Ende einholen. Den Roman bezeichnete er als „moral thriller“ („moralischen Thriller“), die Geschichte eines moralischen Verfalls. Die zentralen Themen sind laut Hans von Trotha die Identitätskrise des Protagonisten und „das Bedürfnis, eine große, tiefe Liebe zu ergründen“, die nicht der jungen Russin, sondern der Stadt Moskau als solcher gelte.
Der Roman gelangte im Jahr 2011 auf die Shortlist des Man Booker Prize, des Gold Dagger Award und des Galaxy National Book Award, sowie im Folgejahr auf die Shortlist des James Tait Black Memorial Prize. Snowdrops wurde in über zwanzig Sprachen veröffentlicht. Die deutsche Übersetzung stammt von Bernhard Robben und erschien 2012 beim S. Fischer Verlag. Philipp Moog las das Hörbuch ein.

## Werke
- 2006: The Earl of Petticoat Lane. Heinemann.
- 2011: Snowdrops. Atlantic Books.
  - deutsch: Die eiskalte Jahreszeit der Liebe. S. Fischer, Frankfurt am Main 2012, ISBN 978-3-10-049019-3.
- 2015: The Faithful Couple. Little, Brown.